# Солодке (Мелітопольський район)
Соло́дке —  село в Україні, в Мелітопольському районі Запорізької області. Входить до складу Плодородненської сільської громади. Населення становить 139 осіб.

## Географія
Село Солодке знаходиться на відстані 2,5 км від села Підгірне.

## Історія
- 1921 - дата заснування.
- До 2017 року орган місцевого самоврядування - Мар'янівська сільська рада.